# Падулес
Падулес (на испански: Padules) е населено място и община в Испания. Намира се в провинция Алмерия, в състава на автономната област Андалусия. Общината влиза в състава на района (комарка) Алпухара Алмериенсе. Заема площ от 27 km². Населението му е 502 души (по данни от 2010 г.). Разстоянието до административния център на провинцията е 52 km.

## Демография
| 1996 | 1998 | 1999 | 2000 | 2001 | 2002 | 2003 | 2004 | 2005 | 2006 | 2009 |
| ---- | ---- | ---- | ---- | ---- | ---- | ---- | ---- | ---- | ---- | ---- |
| 488  | 491  | 491  | 481  | 475  | 466  | 449  | 455  | 504  | 523  | 504  |